# بوشيني ثاقب
بوشيني ثاقب (الاسم العلمي: Puccinia perforans) هو نوع من الفطريات يتبع جنس البوشيني من فصيلة البوشينية.